# Стовпинська сільська рада (Олевський район)
Стовпинська сільська рада (Стовпинківська сільська рада) — колишня адміністративно-територіальна одиниця та орган місцевого самоврядування у Олевському районі Коростенської і Волинської округ, Київської й Житомирської областей з адміністративним центром у с. Стовпинка.

## Населені пункти
Сільській раді були підпорядковані населені пункти:
- с. Стовпинка
- с. Держанівка

## Населення
Кількість населення ради станом на 1923 рік становила 786 осіб, кількість дворів — 160.
Відповідно до результатів перепису населення СРСР, кількість населення ради станом на 12 січня 1989 року становила 845 осіб.
Станом на 5 грудня 2001 року, відповідно до перепису населення України, кількість мешканців сільської ради становила 731 особу.

### Мова
Розподіл населення за рідною мовою за даними перепису 2001 року:
| Мова       | Відсоток |
| ---------- | -------- |
| українська | 99,59 %  |
| російська  | 0,41 %   |

## Склад ради
Рада складалася з 12 депутатів та голови.

### Керівний склад сільської ради
| ПІБ                                | Основні відомості                                                    | Дата обрання | Дата звільнення |
| ---------------------------------- | -------------------------------------------------------------------- | ------------ | --------------- |
| Хоменко Володимирович Арсентійович | Сільський голова, 1963 року народження, освіта, член народної партії | 26.03.2006   | 31.10.2010      |
| Кравченко Микола Миколайович       | Сільський голова, 1982 року народження, освіта вища, безпартійний    | 31.10.2010   |                 |

Примітка: таблиця складена за даними джерела

## Історія
Створена 1923 року в складі сіл Держанівка Білокуровицької волості та Стовпинка Олевської волості Коростенського повіту Волинської губернії. 7 березня 1923 року включена до складу новоутвореного Олевського району Коростенської округи. Станом на 17 грудня 1926 року в підпорядкуванні значилися хутори Багрич-Держанівка, Багрич-Стовпчанська, Високе, Дуброва, Замогилка, Кошевища та Підрадовель, які на 1 жовтня 1941 року не перебували на обліку населених пунктів.
Станом на 1 вересня 1946 року та 1 січня 1972 року сільська рада входила до складу Олевського району Житомирської області, на обліку в раді перебували села Держанівка та Стовпинка.
Ліквідована 17 січня 2017 року через об'єднання до складу Олевської міської територіальної громади Олевського району Житомирської області.